# Friedrich Christoph Hausmann
Friedrich Christoph Hausmann (* 23. Juni 1860 in Wien; † 23. Oktober 1936 in Bad Soden) war ein österreichischer, in Deutschland wirkender Bildhauer und Hochschullehrer.

## Leben

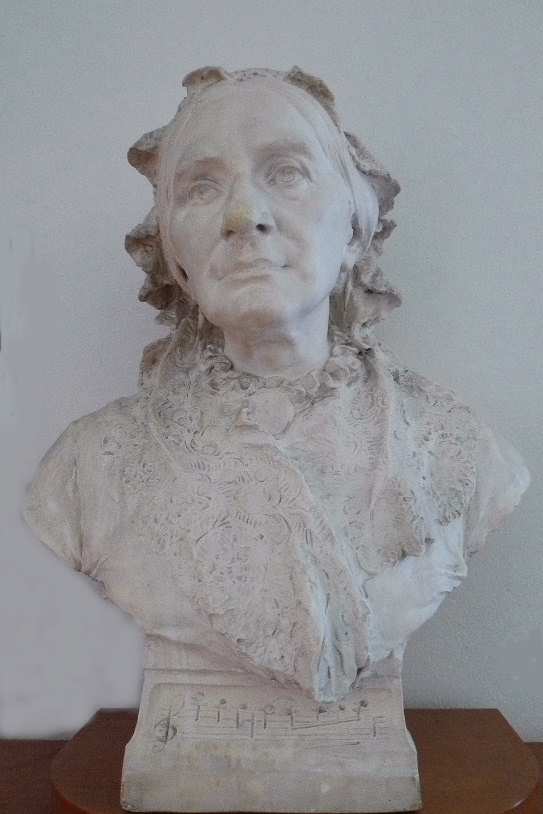
Clara Schumann (1896) – auf dem Sockel das Eingangsmotiv zu Robert Schumanns Klavierkonzert op. 54

Hausmann studierte von 1879 bis 1882 an der Wiener Kunstakademie, u. a. bei Edmund von Hellmer (1851–1935). Seine Stipendien nutzte er 1888 zu Aufenthalten in Kleinasien und Italien. 1891 zog er nach Frankfurt am Main und leitete die Modellierklasse an der Kunstgewerbeschule. Von 1892 bis 1905 leitete er die Bildhauerschule der Städelschule. Er schuf hauptsächlich dekorative Skulpturen und Porträtplastiken, etwa von Clara Schumann, Leopold Sonnemann und Johann Christian Senckenberg. Zwischen 1894 und 1907 waren seine Werke oft auf der Großen Berliner Kunstausstellung zu sehen. Auch gestaltete er die Entwürfe für den Frankfurter Märchenbrunnen neben dem Schauspielhaus und das Mausoleum Gans auf dem Frankfurter Hauptfriedhof. Ab 1904 lebte er in Bad Soden am Taunus, wo er auch starb und begraben wurde.

## Auszeichnungen
Hausmann erhielt Stipendien und Auszeichnungen, darunter
- das Grillparzer-Stipendium der Schwestern-Fröhlich-Stiftung für die Skulpturengruppe Achilles und Penthesilea
- und 1888 der Preis der Michael-Beer-Stiftung der Preußischen Akademie der Künste für sein Relief Amazonenschlacht.

## Werk (Auswahl)
- 1894: Grabmal für Albrecht Ohly auf dem Alten Friedhof in Darmstadt
- 1896: Büste Clara Schumann im Robert-Schumann-Haus in Zwickau (Ausführung in Gips; Bronzeabguss in Dr. Hoch’s Konservatorium in Frankfurt am Main, Replikat im Brahmshaus Baden-Baden)
- 1899: Marmorbüste Senckenbergs[5]
- 1901–1910: Märchenbrunnen (Schauspielhausbrunnen) in Frankfurt am Main, Jugendstil, Hauptfigur aus Tiroler Marmor, Begleitskulpturen in Bronze[6]
- 1909: Mausoleum der Familie Friedrich Ludwig von Gans auf dem Hauptfriedhof in Frankfurt am Main
- 1919: Philipp-Reis-Denkmal an der Eschenheimer Anlage in Frankfurt am Main
- zwei der vier Kaiserstatuen (Karl IV. und Maximillian II.) über dem Balkon an der Platzfassade des Römers in Frankfurt am Main
- 1930: Büste von Arthur von Weinberg, Bronze 43 cm hoch

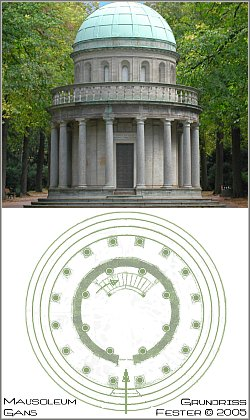
Mausoleum Gans auf dem Frankfurter Hauptfriedhof (1909)
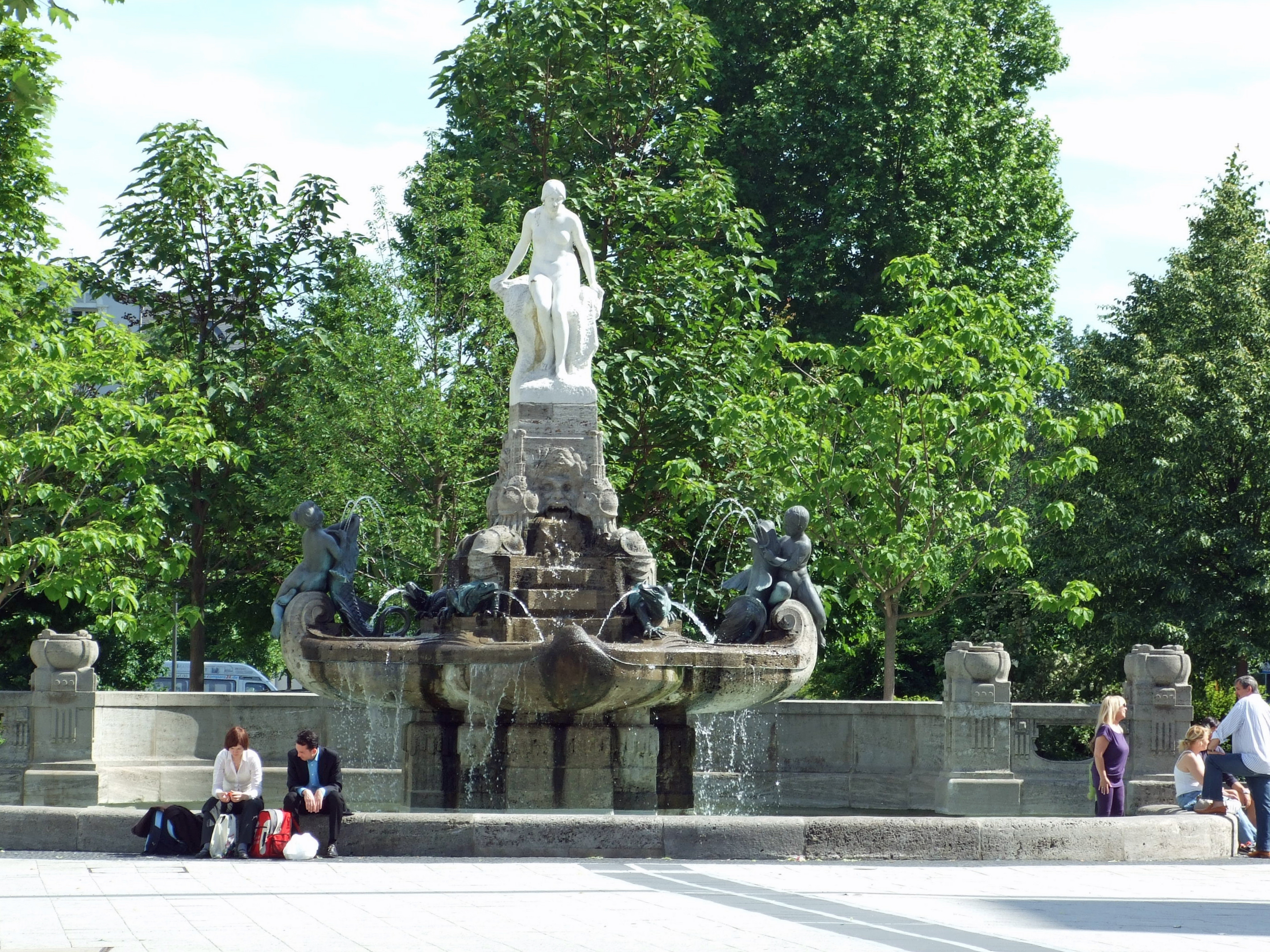
Märchenbrunnen in Frankfurt am Main (1910)
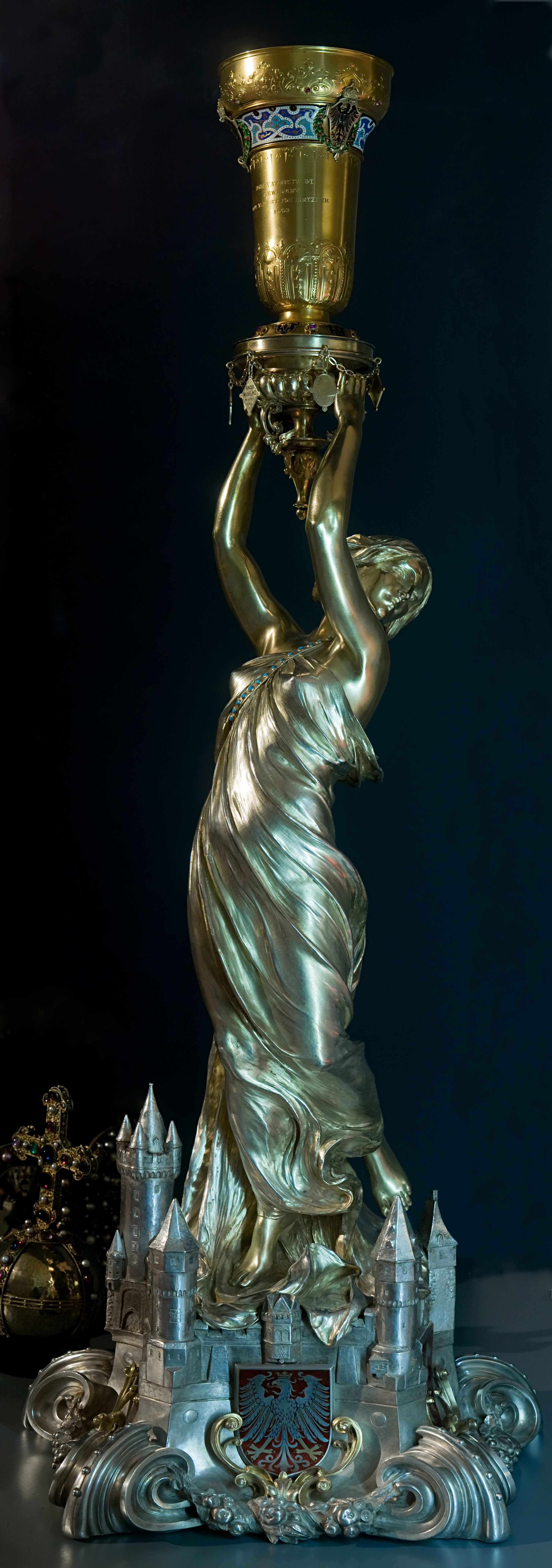
Kaiserbecher
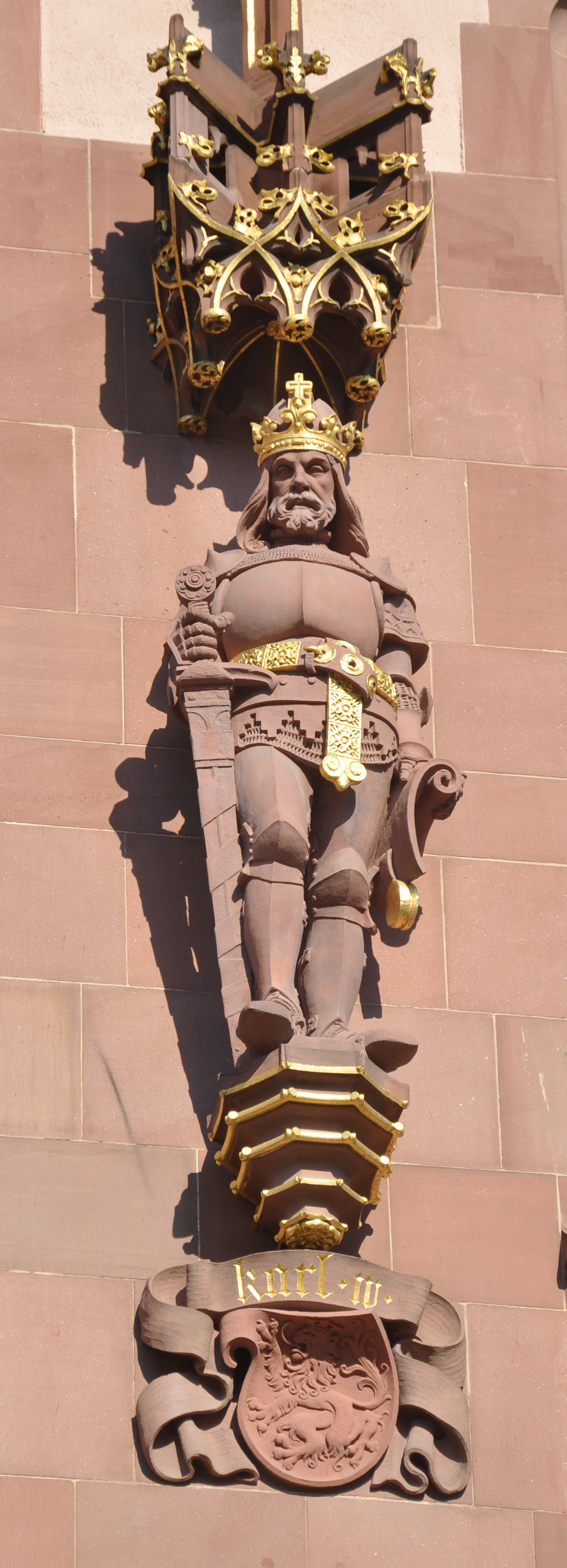
Statue Kaiser Karls IV. an der Römerfassade in Frankfurt
Philipp-Reis-Denkmal in Frankfurt (1919)